# Intrum
Intrum ist ein europaweit hauptsächlich im Bereich Credit Management und Inkasso tätiges Dienstleistungsunternehmen, das 1923 als Familienbetrieb in Stockholm, wo sich noch heute der Stammsitz befindet, gegründet wurde. Intrum beschäftigt nach eigenen Angaben über 9.000 Mitarbeiter in 24 Ländern und betreut jährlich rund 80.000 Kunden, wobei sie täglich mit 250.000 Schuldnern in Kontakt tritt. Die heutige Intrum entstand 2017 durch die Fusion der Intrum Justitia mit dem norwegischen Mitbewerber Lindorff.
Seit dem 19. März 2018 agieren auch die unter Intrum Justitia und Lindorff firmierenden deutschen Gesellschaften unter der Marke Intrum, gleichzeitig wurde die Lindorff Deutschland GmbH zur Intrum Deutschland GmbH umfirmiert.

## Geschäftsfelder
Intrum deckt mit ihren Dienstleistungen alle Teilbereiche des Credit Managements ab, von der Umsatz- und Cashflow-Optimierung bis zum Forderungsmanagement. Zu den Serviceleistungen des Unternehmens gehören unter anderem die Aufenthalts- und Anschriftenermittlung, die Beitreibung von B2B- und B2C-Forderungen, Langzeitüberwachung und Bewertung von Forderungsbeständen sowie Forderungspfändungen und gerichtliche Mahnverfahren. Die Hauptgeschäftsfelder lassen sich unterteilen in:
- Forderungsmanagement und Inkasso (auch Auslandsinkasso)
- Forderungskauf
- Wirtschafts- und Bonitätsauskünfte
- Präkasso
- Credit Decision
- Cashflow-Optimierung
- Zahlungsabwicklung

Spezialisiert hat sich das Unternehmen dabei vor allem auf individuelle Kundenlösungen für Finanzdienstleister, Baugewerbe, Dienstleistungssektor, E-Commerce, Energieversorger, mietrechtliche Forderungen, Telekommunikation und Versicherungen.

## Internationalisierung
Mittlerweile verfügt Intrum nach eigenen Angaben über Präsenzen in 23 europäischen Ländern. Darüber hinaus hat Intrum eine Präsenz in Brasilien. Über ihr Netzwerk sei Intrum darüber hinaus in rund 160 weiteren Staaten präsent.

## Konzernleitung
Die Konzernleitung der Intrum AB bestand im Mai 2019 aus Chief Executive Officer und Präsident des Mutterhauses Mikael Ericson, Chief Financial Officer Anders Engdahl, Chief Risk Officer Johan Brodin, Chief Brand & Communications Officer Anna Fall, Chief Investment Officer Anders Engdahl, Chief Legal Officer Niklas Lundquist, Chief Human Resources Officer Jean-Luc Ferraton, Head of Credit Management Services Harry Vranjes sowie den Regionalvorständen Per Christofferson, Marc Knothe, Alejandro Zurbano und Anette Willumsen.

## Börsengang
Seit 2002 war die Intrum AB mit der Wertpapierkennnummer (WKN) 633824 und der ISIN SE0000936478 im NASDAQ OMX Stockholm gelistet. Seit Januar 2014 ist die Aktie auf der Nasdaq Stockholm Large Cap Liste der Unternehmen mit einer Marktkapitalisierung von mehr als 1 Mrd. EUR gelistet. Das Stammkapital der Gesellschaft beträgt 1.594.893 Schwedische Kronen (SEK) (Stand 31. Dezember 2015). 2015 verteilte sich dieses auf 73.421.328 Anteile mit einem Quotenwert von 0.02 SEK je Aktie.
Ende 2018 hatte die Intrum AB 20.744 Anteilseigner, im Vergleich zu 16.729 im Vorjahr. Die zehn Mitglieder der Konzernleitung hielten zu diesem Zeitpunkt zusammen 555.049 und die Verwaltungsratsmitglieder 80.300 Aktien.

## European Payment Report
Jedes Jahr führt Intrum eine Umfrage durch, mit der das Zahlungsverhalten in Europa untersucht wird. Dazu werden Angaben von nahezu 10.000 Unternehmen aus 29 europäischen Staaten gesammelt und ausgewertet. Der „European Payment Report“ (EPR) liefert Zahlen zu Forderungsausfällen und -Verzögerungen. Die Ergebnisse des Berichts werden im Frühjahr jeden Jahres erhoben. So dokumentiert der EPR die Entwicklung des gesamteuropäischen Zahlungsverhaltens. Um Entwicklungen widerzuspiegeln, ergänzt Intrum den EPR kontinuierlich um neue Fragen zum internationalen Wirtschaftsleben und um weitere Länder. Der aktuelle EPR von 2016 umfasst 29 europäische Staaten und kann, wie seine Vorgänger, kostenfrei auf der Unternehmens-Homepage heruntergeladen werden.
Der EPR bildet auch die Grundlage für den länderspezifischen „Country Payment Report Germany“ den Intrum regelmäßig erstellt.

## Intrum in Deutschland
In Deutschland ist Intrum Justitia seit mehr als 30 Jahren tätig und betreut europaweit rund 3.000 Kunden. Im Jahre 2001 wurde die Schimmelpfeng Forderungsmanagement GmbH akquiriert und der Kundenstamm in Deutschland erheblich ausgebaut. Im Jahr 2018 fusionierte Intrum Justitia mit der Lindorff Deutschland GmbH, zusammen firmieren die Unternehmen unter der Marke „intrum“.
Der deutsche Unternehmenshauptsitz befindet sich in Heppenheim. Geschäftsführer für Deutschland ist Florian Wöretshofer. Intrum ist Mitglied im größten Inkassoverband Europas, dem Bundesverband Deutscher Inkasso-Unternehmen e. V. mit Sitz in Berlin.

## Intrum Justitia-Stiftung
Die Intrum GmbH setzt sich für die Aufklärung im Umgang mit Geld und die Insolvenzvorbeugung ein. Auf eine Initiative hin gründete das Unternehmen am 12. Dezember 2011 eine Stiftung, um zu einem verantwortungsvollen Kredit- und Zahlungsverhalten beizutragen. Geführt wird die Stiftung unter dem rechtlichen Dach der katholischen Wilhelm-Emmanuel-von-Ketteler-Stiftung, einer Gemeinschaftsstiftung zur Förderung der karitativen und sozialen Arbeit im Bistum Mainz.
Mit der Justitia-Schuldnerberatungs-Stiftung fördert die Anbieterin von Credit Management Services die Schuldnerberatung- und Insolvenzstelle des Caritasverbandes Darmstadt e. V. und unterstützt deren Präventionsarbeit.
Dabei arbeitet die Intrum Justitia GmbH ausschließlich mit den erwirtschafteten Zinserträgen, sodass das Stammkapital von 25.000 Euro unangetastet bleibt.

## Kritik
Die Firma Intrum ist in der Schweiz verschiedentlich in Kritik geraten. Intrum fordert von Schuldnern Beträge, die keine gesetzliche Grundlage besitzen. Dabei handelt es sich um Verzugsschaden nach Art. 106 OR, sowie die Kosten von Bonitätsprüfungen und Rechtsberatungen. Nach der Rechtsprechung muss ein Verzugsschaden vom Gläubiger belegt werden und kann nicht pauschal in Rechnung gestellt werden. Dazu gehört das Eintreiben offener Forderungen zu den üblichen Geschäftstätigkeiten eines Unternehmens. Die Kosten, die dabei entstehen, dürfen somit nicht dem Schuldner verrechnet werden. Der Konsumentenschutz rät deshalb, nur den ursprünglichen Rechnungsbetrag und die 5 % Verzugszins bezahlen. Auch gab es verschiedene Klagen, wonach wegen Recherchefehlern Inkassoverfahren gegen die falschen Personen eröffnet wurden.